# Castanheira de Pera
Castanheira de Pêra – miejscowość w Portugalii, leżąca w dystrykcie Leiria, w regionie Centrum w podregionie Pinhal Interior Norte. Miejscowość jest siedzibą gminy o tej samej nazwie.

## Demografia
| Liczba ludności gminy Castanheira de Pêra (1920–2011) | Liczba ludności gminy Castanheira de Pêra (1920–2011) | Liczba ludności gminy Castanheira de Pêra (1920–2011) | Liczba ludności gminy Castanheira de Pêra (1920–2011) | Liczba ludności gminy Castanheira de Pêra (1920–2011) | Liczba ludności gminy Castanheira de Pêra (1920–2011) | Liczba ludności gminy Castanheira de Pêra (1920–2011) | Liczba ludności gminy Castanheira de Pêra (1920–2011) |
| ----------------------------------------------------- | ----------------------------------------------------- | ----------------------------------------------------- | ----------------------------------------------------- | ----------------------------------------------------- | ----------------------------------------------------- | ----------------------------------------------------- | ----------------------------------------------------- |
| 1920                                                  | 1930                                                  | 1960                                                  | 1981                                                  | 1991                                                  | 2001                                                  | 2004                                                  | 2011                                                  |
| 5 839                                                 | 6 116                                                 | 5 739                                                 | 5 137                                                 | 4 442                                                 | 3 733                                                 | 3 464                                                 | 3 191                                                 |

## Sołectwa
Sołectwa gminy Castanheira de Pêra (ludność wg stanu na 2011 r.)
- Castanheira de Pêra – 3091 osób
- Coentral – 100 osób